# Thierry Mugler

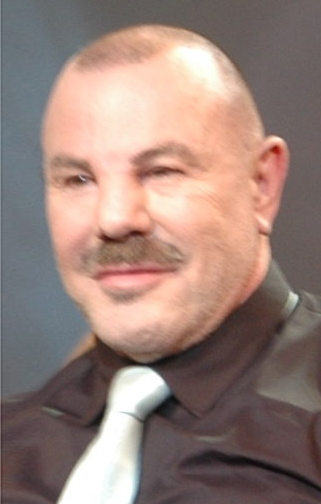
Thierry Mugler (2014)

Manfred Thierry Mugler [tjɛʁi myɡˈlɛʁ] (* 21. Dezember 1948 in Straßburg; † 23. Januar 2022 in Vincennes) war ein französischer Modedesigner und Fotograf. Er war Gründer des Mode- und Kosmetikunternehmens Thierry Mugler SAS mit Sitz in Paris, das sich seit 1997 vollständig im Besitz von Clarins befindet. 2019 haben Arbeitnehmervertreter von L’Oréal und der Clarins Gruppe eine Vereinbarung über den Verkauf der Marke Mugler unterzeichnet. Mit Abschluss dieser Vereinbarung übernahm L’Oréal den Geschäftsbereich Fragrances von Clarins und somit die Marke Mugler und Thierry Mugler (Mode).

## Leben und Wirken

### Kindheit und Ausbildung
Manfred Thierry Mugler wurde 1945 als Sohn eines Arztes in eine ursprünglich aus Linz in Österreich stammende Familie geboren, die in den Nachkriegswirren nach Straßburg gezogen war. Nach einer für ihn schwierigen Kindheit im eher illiberalen, engen Klima der 1950er- und 1960er-Jahre im französischen Elsass machte Mugler im Alter von vierzehn Jahren eine Ausbildung als Balletttänzer an der Opéra national du Rhin und studierte Kostümdesign an der École supérieure des Arts Décoratifs in Straßburg (seit 2011: Haute école des arts du Rhin, HEAR). In seiner Freizeit gestaltete er seine eigene Kleidung.

### Unternehmensgründung

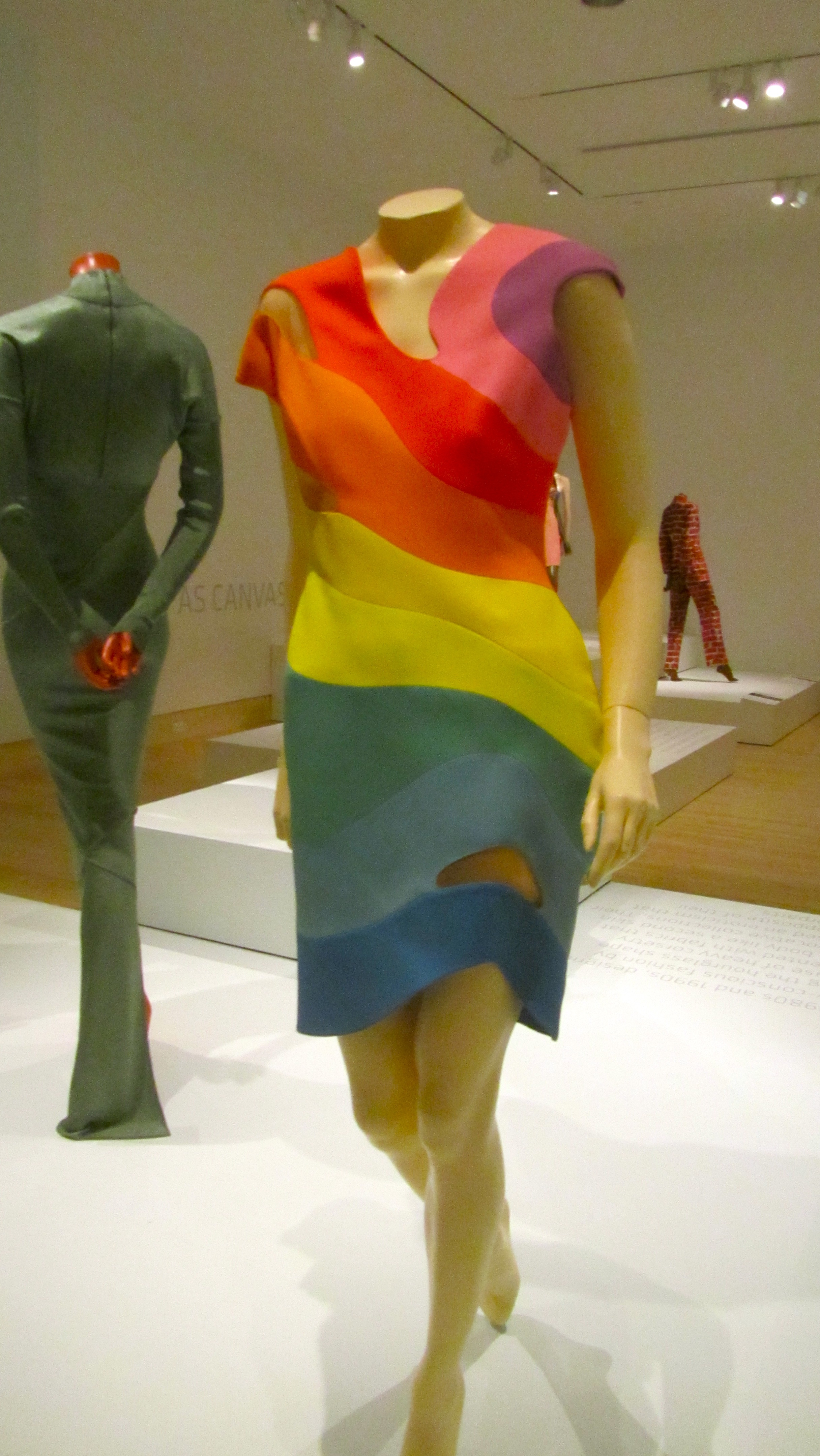
Ein Regenbogen-Kleid von Thierry Mugler, ausgestellt im Indianapolis Museum of Art

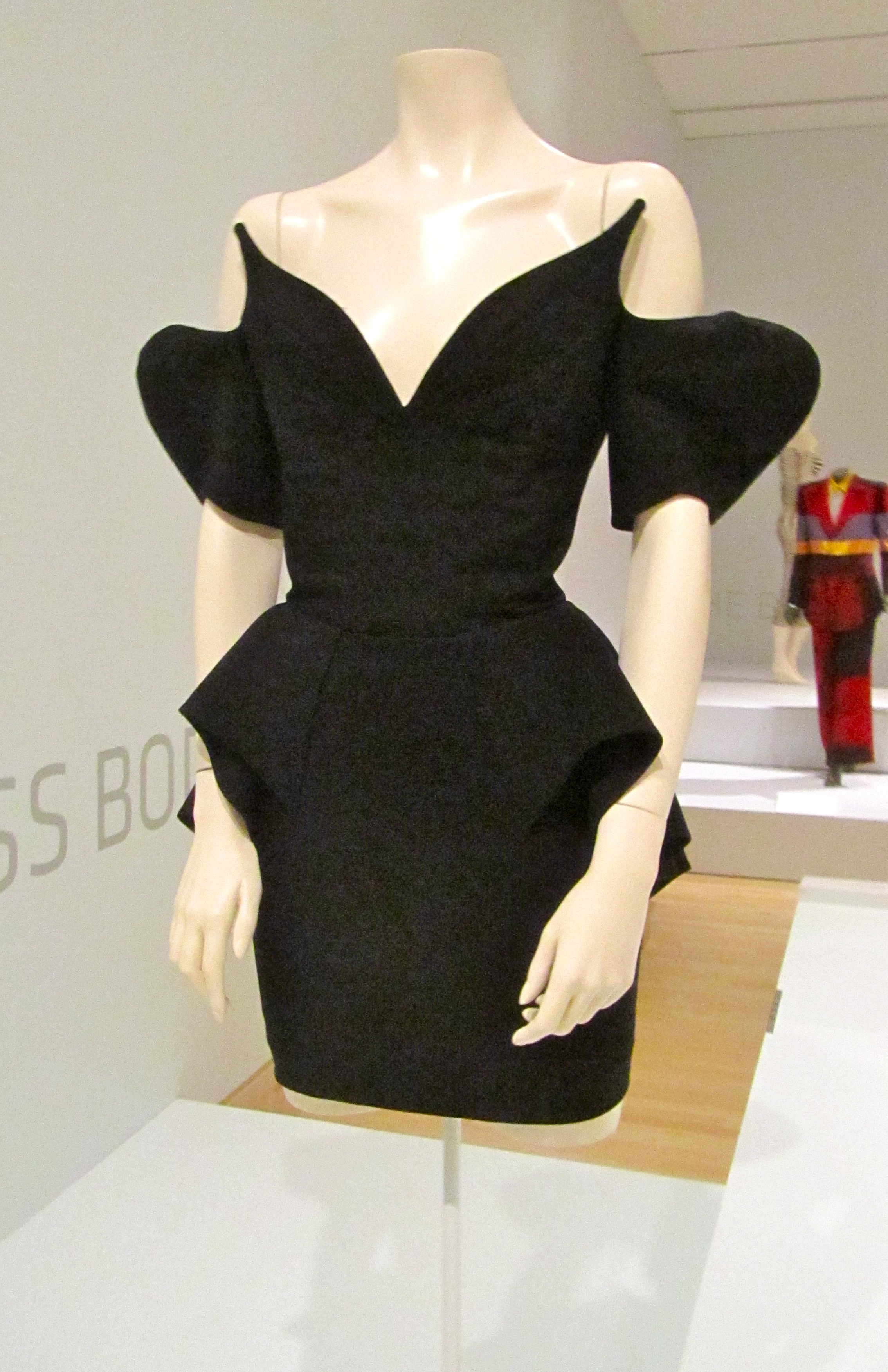
Ein Abendkleid von Thierry Mugler im Museum

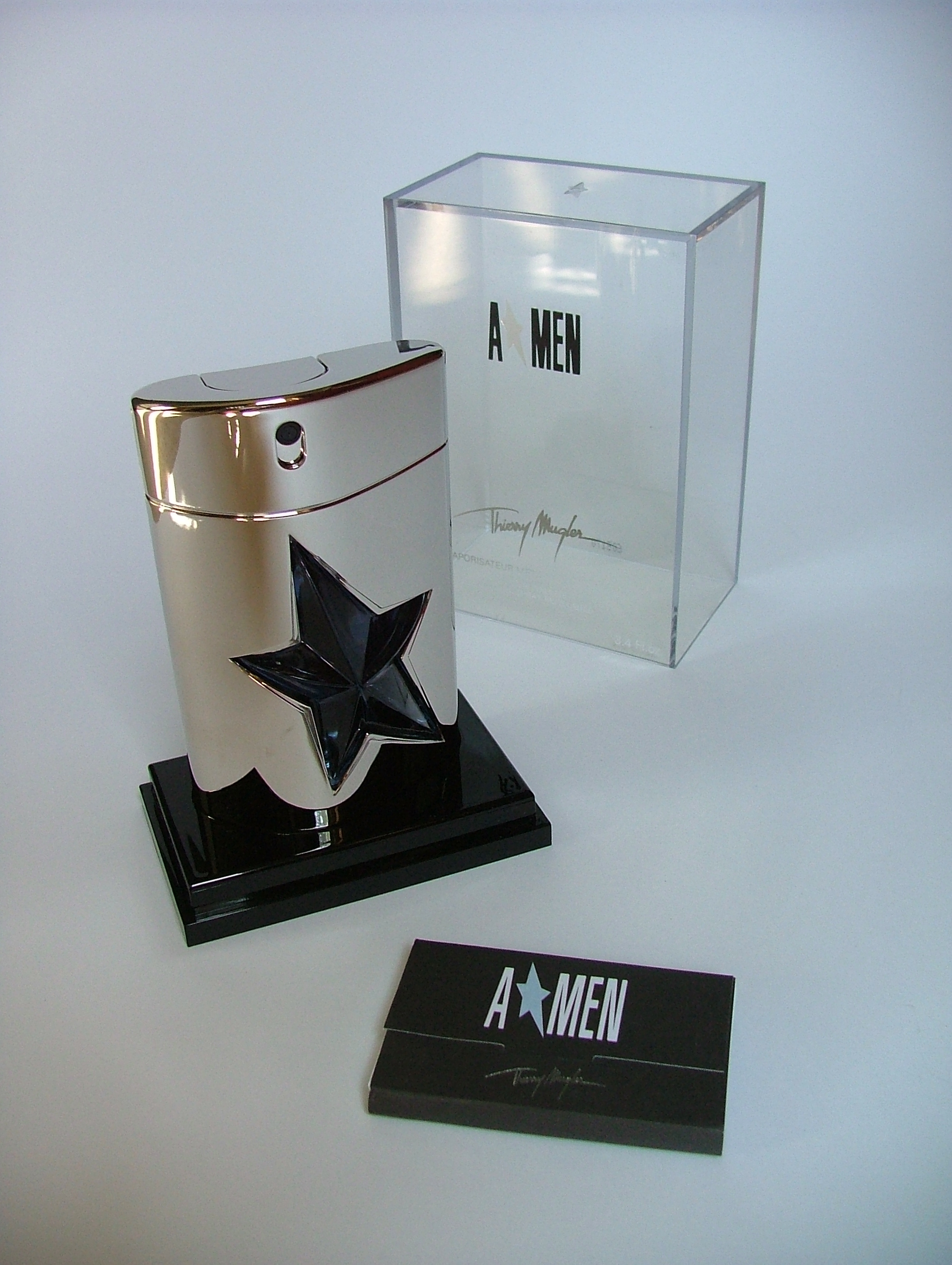
Das Herrenparfüm A*Men (nicht Angel Men) lancierte Thierry Mugler 1996.

Ende der 1960er-Jahre zog Mugler nach Paris und reiste durch die Welt. Anfang der 1970er-Jahre teilte sich Mugler mit seinem Kollegen Claude Montana in Paris ein Apartment. Zur selben Zeit stellte er als freiberuflicher Designer in der Boutique Gudule seine Entwürfe zur Schau. 1973 kreierte er unter dem Namen Café de Paris seine erste Kollektion. Das Modeunternehmen Thierry Mugler gründete Mugler 1974. Die erste eigene Boutique eröffnete er 1978 in Paris an der Place des Victoires. Im selben Jahr präsentierte Mugler erstmals Herrenmode. Für einen Fernsehauftritt David Bowies mit Klaus Nomi und Joey Arias 1979 entwarf Mugler deren Bühnenkostüme.
In einem Interview erklärte Mugler, mit der Musik von Beethoven, Mozart, Wagner groß geworden zu sein. So seien auch zahlreiche seiner fast Rüstungs-artigen Kostüme der 1980er-Jahre stark von dem Heldinnen-Frauenbild der Wagner-Opern und deutschen Heldenepen inspiriert und beeinflusst. Auch Motive der LGBT-Ikonografie inspirierten den offen homosexuell lebenden Designer zu seinen Kreationen. Dramatische, oftmals futuristische Designs, betont schmale Taillen und Accessoires wie metallische Büstenhalter, riesige Schulterpolster, Nieten und Latex waren Muglers Markenzeichen. Seine hochpreisige Prêt-à-porter-Mode der folgenden zwei Jahrzehnte war meist elegant, exaltiert und gleichzeitig streng, mit dominierenden Farben, ohne viele Muster.

#### Expansion
Die 1980er- und frühen 1990er-Jahre waren die Glanzzeiten des Hauses Mugler. 1994 kam die Zweitlinie Mugler zum Modeportfolio hinzu, für die der damals noch unbekannte Nicolas Ghesquière als Designer angestellt wurde. Muglers Modenschauen waren inszenierte Happenings. Seine Modenschau in der Pariser Konzerthalle Zénith anlässlich des zehnjährigen Bestehens im Jahr 1984 machte er öffentlich und verkaufte 6000 Eintrittskarten. Jack Lang trug am 14. Oktober 1985 in der Assemblée nationale einen Anzug mit chinesischem Kragen von ihm. Ab 1992 durfte Mugler als eingeladenes Mitglied des Pariser Modeverbandes seine Damenmode bei den Haute-Couture-Modenschauen präsentieren. Anfang der 1990er-Jahre traten neben Prominenten, wie Jerry Hall, Diana Ross und Ivana Trump, die damaligen Supermodels Linda Evangelista, Claudia Schiffer, Christy Turlington, Cindy Crawford und Naomi Campbell bei Muglers Modenschauen auf.
Ab 1992 arbeitete Mugler mit dem französischen Kosmetikunternehmen Clarins zusammen und entwickelte in den Folgejahren über die 1990 gegründete Thierry Mugler Parfums SA verschiedene Parfüms für Damen und Herren, darunter der erfolgreiche Duft Angel (seit 1992). Von dem Damenduft Angel wurden 1998 in Frankreich mehr Exemplare verkauft als von Chanel No. 5. Seither sind über einhundert weitere Parfüms oder Variationen vorheriger Düfte von Thierry Mugler erschienen (zum Teil in limitierter Auflage oder eingestellt), so etwa A*men (1996), Alien (2005) und Alien Man (2018), Aura (2017) sowie eine Reihe von Unisex-Colognes (2018). Clarins beteiligte sich ab 1992 auch finanziell an Muglers Modeunternehmen.

#### Abstieg der Marke
Ende der 1990er-Jahre, in den Zeiten der minimalistischen Mode, verlor die extravagante Modemarke Mugler ihre Anziehungskraft. In der Folge übernahm 1997 der Kosmetikkonzern Clarins Fragrance Group (unter anderem Parfüm-Lizenznehmer von Loris Azzaro, Porsche Design und Swarovski) die Marke Thierry Mugler zu 100 Prozent.
Clarins löste die Modesparte Thierry Mugler Couture 2002 nach hohen Verlusten auf und schloss alle 14 Mugler-Boutiquen (unter anderem in Hamburg). Ein Produktionsbetrieb und vier Ladengeschäfte wurden 2003 an Balmain verkauft. 1999 hatte Mugler bereits nicht an den Pariser Prêt-à-porter-Modenschauen teilgenommen, und im Jahr 2000 hatte sich Thierry Mugler das letzte Mal bei den Haute-Couture-Schauen auf dem Laufsteg verbeugt. Noch 2001 war die preiswertere und als Lizenz vergebene Jeans-Linie Only Thierry Mugler neben der Haute-Couture-Modelinie Thierry Mugler Couture im obersten Preissegment für Damen und der hochpreisigen Prêt-à-porter-Linie Mugler für Damen und Herren ins Leben gerufen worden. Das Parfümgeschäft wurde nach dem Ende der Modesparte fortgeführt, Thierry Mugler selbst blieb bis 2013 künstlerischer Leiter der Mugler-Parfümsparte bei Clarins.

#### Wiederbelebung der Marke
2006 entschloss sich Clarins, die Mugler-Modesparte wiederzubeleben. 2008 wurde dazu die Designerin Rosemary Rodriguez verpflichtet, die unter dem Namen Thierry Mugler Edition 2009 ihre erste Kollektion zeigte. Noch 2008 war die Sparte Thierry Mugler Beauty mit dekorativer Kosmetik ins Leben gerufen worden. 2010 wurde eine Produktionslizenz für Herrenmode an den italienischen Konfektionär Inghirami vergeben. Rodriguez wurde 2010 von Nicola Formichetti, zuvor Stilist von Lady Gaga, abgelöst, der den offiziellen Namen der Modemarke 2011 in Mugler verkürzte. Ab 2011 war Mugler wieder bei den Pariser Modenschauen für Damen und Herren mit einer Laufstegpräsentation vertreten. 2012 wurde eine Handtaschenlinie auf den Markt gebracht. Für die Damenmode zeichnete bis 2013 Sébastien Peigné verantwortlich, das Ressort der Herrenmode leitete Romain Kremer.
Nach seinem Rückzug aus dem Modegeschäft im Jahr 2002 hatte Thierry Mugler unter anderem Bühnen-Kostüme für den Cirque du Soleil (2003) und Beyoncé Knowles (2009) kreiert. Im Frühjahr 2013 kehrte er in sein ehemaliges Unternehmen zurück und wurde als Berater für die Modesparte des Hauses Mugler bei Clarins angestellt. Außerdem betrieb er ein Designunternehmen namens Le Studio Mugler. Mitte 2013 wurde eine Lizenzvereinbarung mit dem italienischen Modehersteller Ittierre bezüglich der Mugler-Kollektionen getroffen. Formichetti wechselte Ende 2013 zu Diesel. Peigné und Kremer verließen das Unternehmen. Die Herrenmode wurde eingestellt. Ab Dezember 2013 war der Georgier David Koma Chefdesigner bei Mugler. Ende 2017 ernannte das Haus Mugler den Amerikaner Casey Cadwallader, zuvor Designer bei Marc Jacobs, Loewe (Madrid), Narciso Rodriguez und Acne Studios, zum Kreativchef der Mugler-Mode.
Von März bis September 2019 fand im Musée des beaux-arts de Montréal eine Mugler-Retrospektive namens „Thierry Mugler: Couturissme“ statt, bei der auch Manfred Thierry Mugler zugegen war. 2020 wurde die Ausstellung in der Kunsthalle München gezeigt, 2021/2022 im Pariser Musée des Arts Décoratifs.

### Tätigkeit als Autor und Regisseur
Mugler veröffentlichte zwei Bücher (1988 und 1999) und drehte Musikvideos (u. a. „Too Funky“ für George Michael). Anfang der 2000er-Jahre zog er nach New York City, veränderte sein Aussehen nach einem Unfall im Fitnessstudio durch plastische Chirurgie und Bodybuilding und nahm 2007 statt Thierry seinen Geburtsnamen Manfred wieder an.
Ende 2013 präsentierte Mugler sein Kabarettprogramm Mugler’s Follies in Paris, und am 23. Oktober 2014 feierte die neue Grand Show des Friedrichstadt-Palasts in Berlin, The Wyld – Nicht von dieser Welt, ihre Weltpremiere, für die Thierry Mugler als Autor und Regisseur tätig war.

### Tod
Thierry Mugler starb am 23. Januar 2022 im Alter von 73 Jahren. Einem Sprecher zufolge kam Muglers Ableben unerwartet, denn er wollte wenige Tage später neue Kooperationen bekanntgeben.